# Quel fantasma di mio marito
Quel fantasma di mio marito è un film del 1950 diretto da Camillo Mastrocinque.

## Trama
Un giornalista piuttosto intraprendente un giorno ha l'occasione di compiere un grosso scoop: quello di intervistare la fidanzata di un pericoloso assassino - catturato dalla polizia - per il giornale in cui lavora, la Gazzetta di Roma. L'intervista non viene realizzata e il giornalista viene dapprima licenziato dal direttore. Quando costui scopre che l'affascinante moglie del giornalista è una sua amica intima e a contatto stretto con un influente senatore, ci ripensa e per toglierselo dai piedi lo spedisce in Palestina come inviato speciale a seguire la situazione piuttosto calda. Nel frattempo la moglie vuole fargli una sorpresa e il giornalista crede che aspetti un bambino, assecondato da uno strambo zio che vorrebbe trasferirlo a Grosseto. Quando scopre che la moglie sta per aprire in casa sua un atelier di moda, rimane piuttosto sconcertato ed è ben contento di partire come inviato speciale, avendo come compagno un gattino bianco. Al suo arrivo viene subito fatto prigioniero da un gruppo di arabi che lo conducono in una tenda occupata da un califfo - che si rivelerà poi essere un simpatico napoletano verace - e una fattucchiera. Il giornalista viene fatto quindi credere essere deceduto in un attentato terroristico e quando la notizia arriva alla redazione del giornale, passa subito sulla bocca di tutti e arriva anche all'orecchio della moglie, impegnata nell'organizzazione dell'ennesima sfilata di moda. Il marito le compare a più riprese come fantasma e la moglie, in preda ad allucinazioni, dapprima rischia di annegare in piscina e quindi viene ricoverata in una clinica psichiatrica. Alla fine la storia dell'uccisione si rivelerà priva di fondamento e quando il giornalista rientra a casa tutto si sistema: la famiglia - gattino bianco compreso - si stabilirà a Grosseto dallo zio.

## Produzione
Prodotto dall'imprenditore siciliano Ferdinando Briguglio per la Briguglio Film - che aveva finanziato prima Anni difficili di Luigi Zampa - il film per molti anni è stato uno dei misteri irrisolti nella storia del cinema italiano fino al 2009, quando la pellicola è stata ritrovata dal figlio del produttore Pietro Briguglio in una soffitta. Ne affida il restauro alla Cineteca Italiana di Milano, effettuato in collaborazione con la Cineteca di Bologna e il Museo Nazionale del Cinema di Torino.

## Distribuzione
Iscritto al Pubblico registro cinematografico con il n. 867, viene presentato alla Commissione di revisione cinematografica, presieduta da Nicola De Pirro, il 19 gennaio 1950 e ottiene il visto censura n. 7.122 del 26 gennaio 1950 per una lunghezza della pellicola di 2.613 metri. Ebbe un incasso di 39.150.000 lire. Dopo la prima visione, il film è rimasto invedibile per anni fino al suo recupero. La versione restaurata è stata presentata alla 62ª edizione del Festival del Cinema di Locarno l'8 agosto 2009.

## Critica
(U. Bosello, Hollywood n. 325, 1951)

## Home Video
Il film è stato pubblicato su DVD dalla Medusa Video con diversi contenuti extra: il trailer originale e interviste a Matteo Pavesi sul restauro della pellicola, a Tatti Sanguineti su Walter Chiari, al critico Paolo Mereghetti che commenta il film e al figlio del produttore Pietro Briguglio sulla storia della Briguglio Film.

## Curiosità
- Si tratta del primo film del ventunenne Carlo Pedersoli - in seguito noto come Bud Spencer - che appare brevemente come nuotatore nella sequenza in piscina; è il ragazzo che salva Vivia dall'annegamento.